# Houtvezel

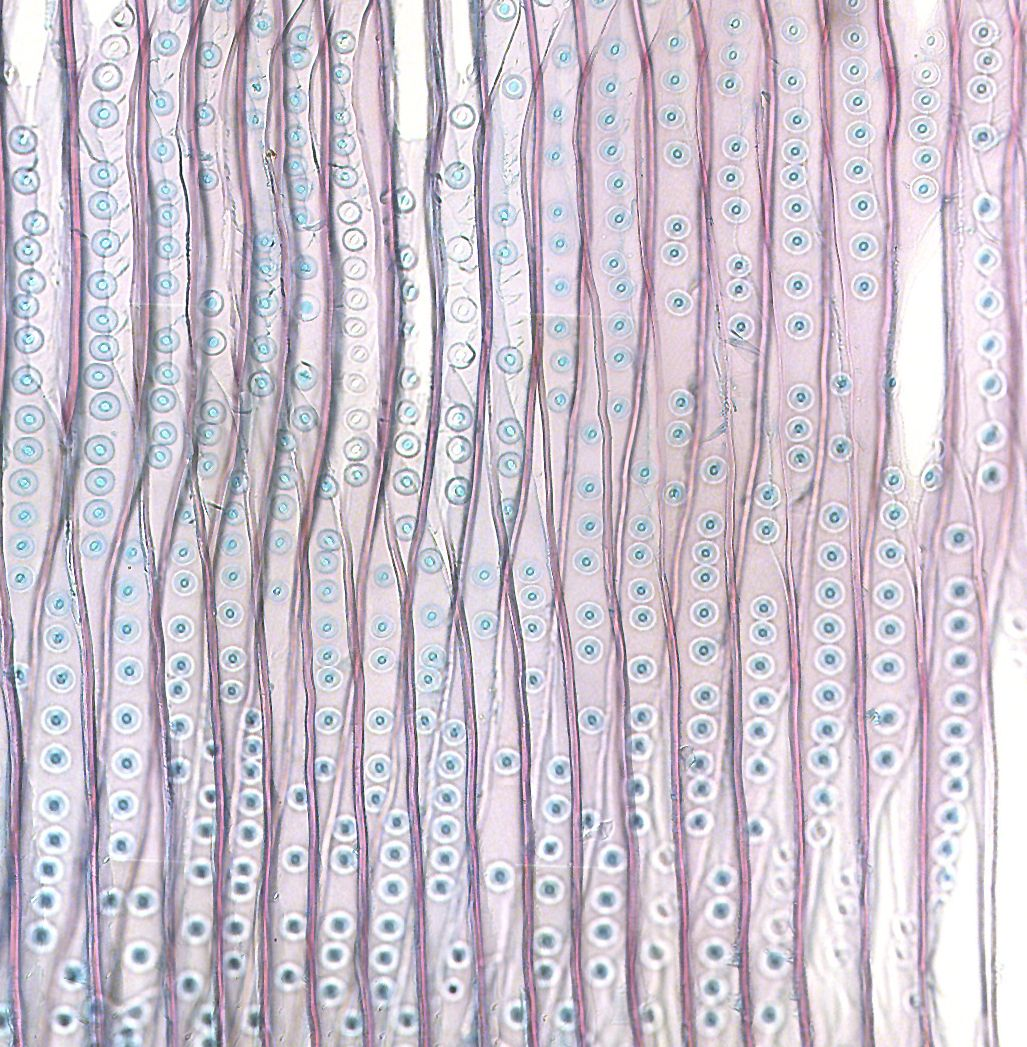
Tracheïden bij Abies concolor (lengtedoorsnede)

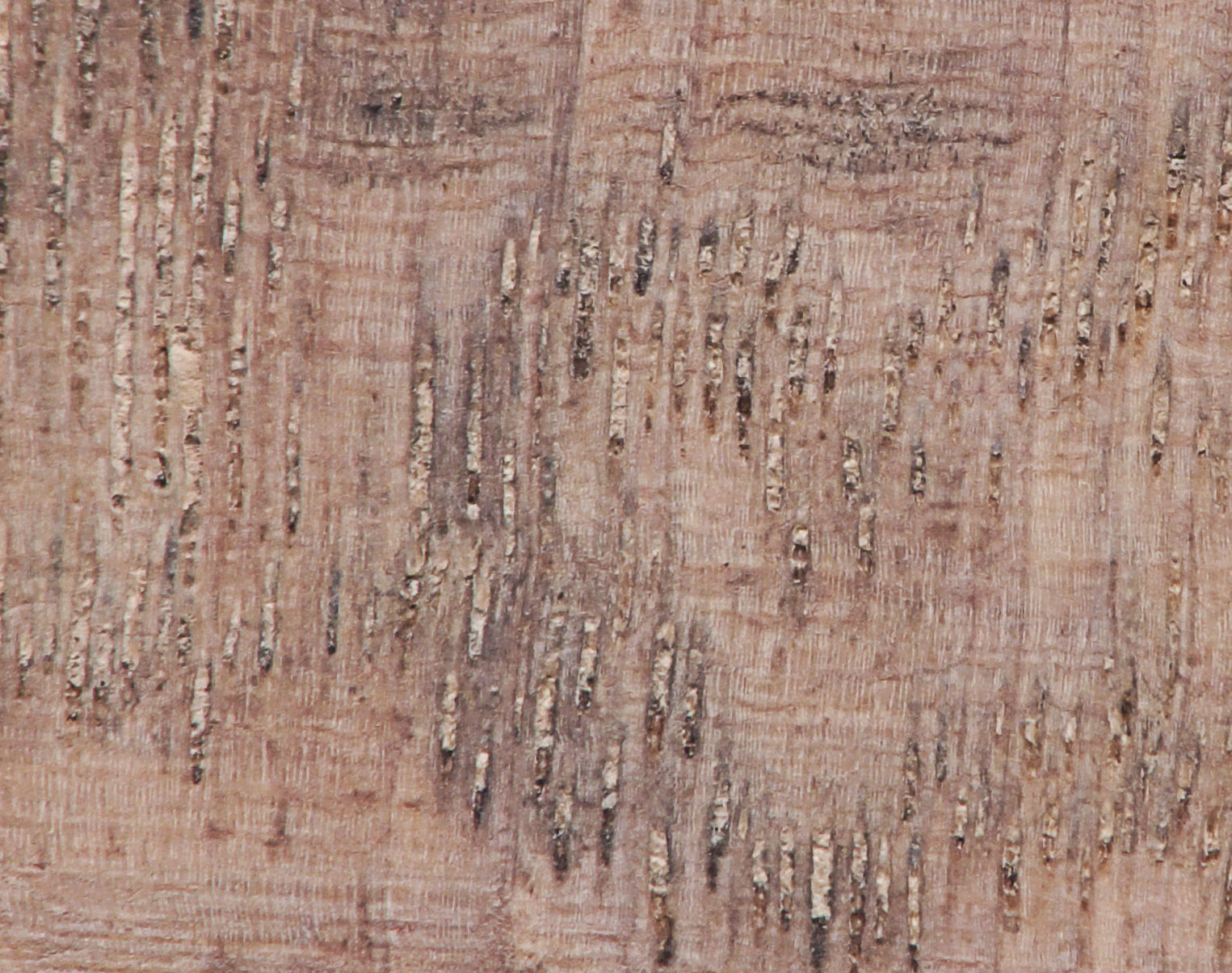
Houtvaten van de steeneik (lengtedoorsnede)

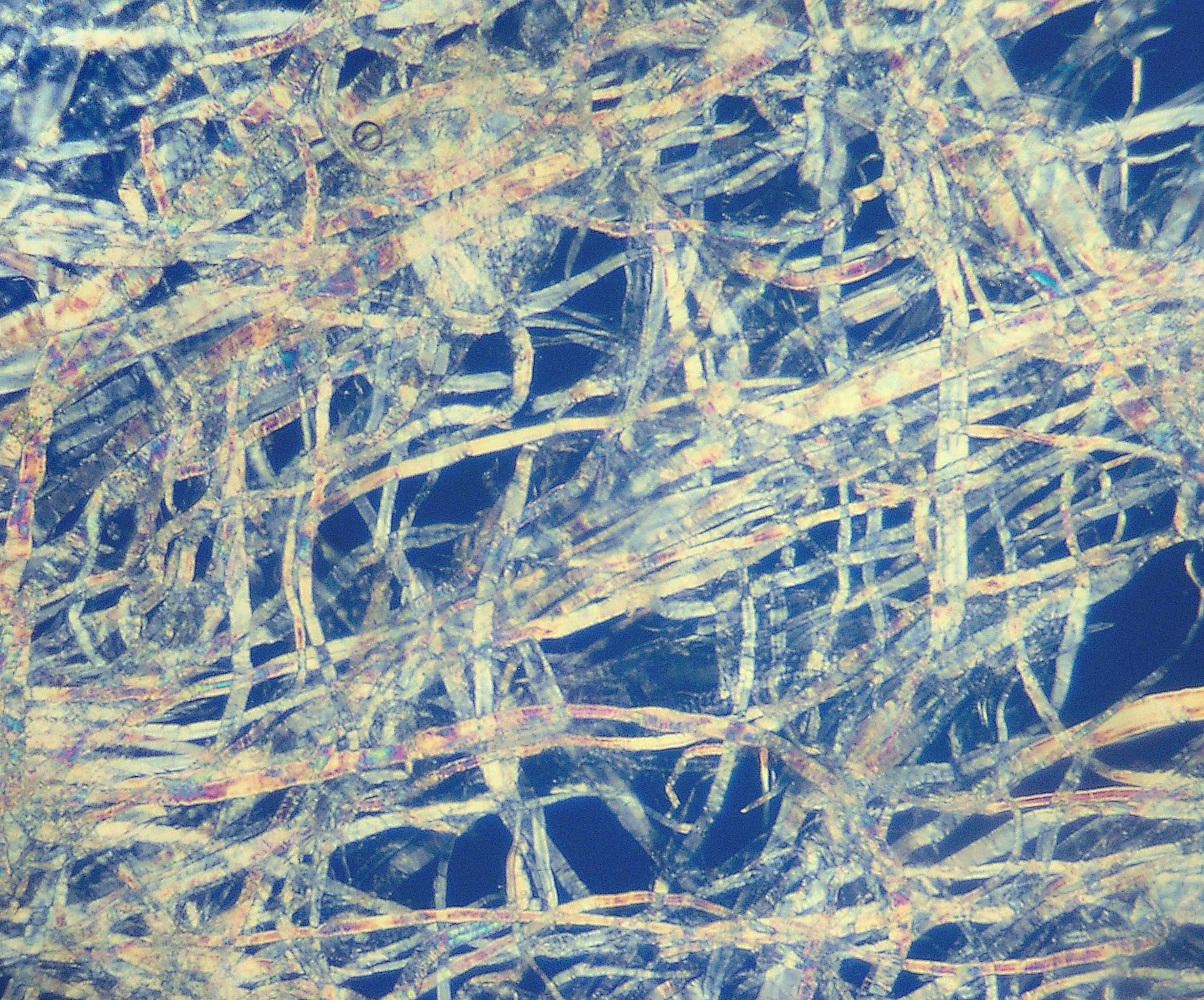
Microscopische opname van celstof

Houtvezels zijn langwerpige, axiaal (in de lengte) liggende cellen in het xyleem. Ze zorgen voor een belangrijk deel voor de stevigheid van de houtige plant. 
Het vezelaandeel in het hout ligt bij de meeste loofbomen tussen 50 en 60%. Bij naaldhout bestaan de houtvezels uit tracheïden, die 90-95% van het hout vormen. Ook eenjarige planten, zoals vlas, vormen houtvezels. Vezelvlas bevat 30% vezels.

## Eigenschappen
Houtvezels verschillen van elkaar door hun ligging, vorm, wanddikte, wandverdikking en lengte. De tracheïden van naaldbomen zijn langer dan de houtvezels van loofbomen. Bij dennen (Pinus), sparren (Picea) en zilversparren (Abies) zijn  tracheïden 3,5–6 mm lang en bij populieren, berken en beuken zijn de vezels 1–1,5 mm. De lengtedikteverhouding is bij naaldbomen ongeveer 100 en bij loofbomen lager. Bij de beuk is dit 38–60.

## Winning
Met houtvezels kan ook gedoeld worden op vezelvormige stukjes die meestal uit ontschorste houtsnippers gewonnen worden. Door stomen, koken en chemische of mechanische ontsluiting worden deze vezelstukjes verkregen. In de praktijk wordt het hout meestal thermischmechanisch versnipperd. De voorverwarmde houtsnippers worden tussen een vaste en een roterende maalschijf verder verkleind. Deze vezelstukjes worden onder meer gebruikt voor de productie van houtvezelplaat.
Voor papier wordt hout fijner verdeeld, tot individuele vezels; er is dan sprake van celstof.